# Mosquer dels pins
El mosquer dels pins (Empidonax affinis) és un ocell de la família dels tirànids (Tyrannidae).

## Hàbitat i distribució
Habita boscos subtropicals i de pins a les terres altes de Mèxic des de Sinaloa, centre de Chihuahua i sud de Coahuila, Zacatecas i San Luis Potosí cap al sud fins al centre d'Oaxaca, Puebla i oest de Veracruz.